# Hilara hyalinata
Hilara hyalinata är en tvåvingeart som beskrevs av Frey 1953. Hilara hyalinata ingår i släktet Hilara och familjen dansflugor. Inga underarter finns listade i Catalogue of Life.